# Manfred Dammeyer
Manfred Dammeyer, né le 31 mars 1939 à Hausberge, est un pédagogue et homme politique allemand (SPD).

## Biographie
Dammeyer est diplômé du lycée en 1958. Il étudie ensuite les sciences sociales et de l'éducation, a obtenu en 1963 un diplôme en économie sociale et obtient son doctorat en 1979 sur les lignes directrices du travail syndical d'éducation des jeunes et les problèmes de leur développement, leur contenu et les méthodes.
De 1965 à 1975, il est directeur de la Volkshochschule Oberhausen et, en 1994, devient professeur honoraire de sciences politiques à l'Université de Duisbourg.

## Parti politique
Il rejoint le SPD en 1957.

## Parlementaire
Il est membre du Landtag de Rhénanie-du-Nord-Westphalie du 28 mai 1975 au 1er juin 2000 et du 3 septembre 2001 au 2 juin 2005, de 1998 à 2000 en tant que président de son groupe parlementaire. Dammeyer représente la 77e circonscription Oberhausen I en 1975 et la 72e circonscription Oberhausen II aux quatre élections suivantes.

## Autres mandats
De 1995 à 1998, il est ministre des Affaires fédérales et européennes au sein du Cabinet Rau V Il est ensuite président du Comité des régions de l'Union européenne de 1998 à 2000, puis vice-président jusqu'en 2002.